# Dom rodziny Szumanów w Toruniu
Dom rodziny Szumanów w Toruniu (również Kamienica rodziny Szumanów) – neoklasycystyczna kamienica wybudowana w 1893 roku. Znajduje się na narożnej działce przy placu św. Katarzyny i ulicy Leona Szumana w Toruniu. W budynku mieściła się klinika dra Leona Szumana. Po II wojnie światowej córka Leona Szumana, Wanda, założyła w budynku Liceum dla Wychowawczyń Przedszkoli. Przedszkole zamknęły władze komunistyczne w 1949 roku. Obecnie w budynku mieści się hotel „Hotelik w Centrum”. 1 grudnia 2000 roku na ścianie wschodniej budynku odsłonięto tablicę upamiętniającą rodzinę Szumanów. Kamienica wpisana jest do gminnej ewidencji zabytków (nr 2111).